# Bionicle
Lego Bionicle (uttal: /baɪɔːnɪkə̆ɫ/) är en mediafranchise av det danska leksaksföretaget Lego A/S som ursprungligen var aktiv perioden 2000 till 2010, sedermera känd som Bionicle G1, och senare återlanserad perioden 2014 till 2016, sedermera känd som Bionicle G2. Mediafranchisen var avsedda för målgruppen 6-16 år och byggde på en serie byggsats-actionfigurer och ackompanjerande byggsystem som byggde på Legos existerande Technic-system.
Serien bestod av byggbara robotvarelser med biologiska element, beväpnade med dylika blankvapen och projektilkastare, och marknadsfördes med en förskriven narrativ handling som tar plats i ett fiktivt universum. Under de första åren släpptes var byggsats med en CD-skiva som kom försedd med reklam för serien och andra legoprodukter, animerade kortfilmer, lore om det fiktiva universumet och enkla spel med upplåsbara hemligheter och samlaralbum.
Vid sidan om byggsatserna såldes serietidningar och på Internet gavs narrativa flashspel ut som berättare seriens handling allteftersom. År 2003 gavs en datoranimerad långfilm ut: Bionicle: Ljusets mask, som följde upp berättelsens handling upp till den punkten, vilken följdes av två prequels: Bionicle 2: Legenderna från Metru Nui och Bionicle 3: Nät av skuggor, som berättar om tiden före handlingen hittills. En Fjärde film: Bionicle: Legenden återuppstår, släpptes 2009 och fortsätter handlingen efter första filmen.

## Etymologi
Namnet bionicle (uttal: IPA: /baɪɔːnɪkə̆ɫ/, "bajånnickle") är ett teleskopord, en sammandragning av de engelska orden biology (”biologi”) och chronicle (”krönika”), det vill säga ungefär ”bionika” på svenska.

## Bionicle G1 (generation 1)

### Framtagning
Den ursprungliga bionicle-serien – sedermera kallad bionicle generation 1 (G1) – började som en vidareutveckling av Legos tidigare Lego Technic-baserade produkter Slizers/Throwbots (1999–2000) och RoboRiders (2000). Bionicle hämtade många idéer och delar från dessa, såsom att säljas i plastkapslar avsedda som förvaringsutrymme, men skiljde sig i att lanseras med en förplanerad bakgrundshistoria och intrig i ett utbrett fiktivt universum, avsett för en flerårig narrativ produktlinje med nya produktvågor varje år.
Serien gick ursprungligen under prototypnamnet Boneheads of Voodoo Island ("benskallarna av voodoo-ön"), men detta ändrades till bionicle någon gång mellan 1999 till 2000.

### Lansering
Den första vågen bionicle-produkter smyglanserades i Europa och Australien julen (december) 2000 för att testa konceptet inför en större internationell lansering. Även bionicles officiella hemsida, vilken förklarade konceptet, debuterade runt samma period. Bionicle lanserades formellt i februari 2001 och blev snabbt en kassasuccé som markant utsålde alla andra actionfigurer på marknaden, till stort behag för Lego A/S då svåra ekonomiska situation. Efter den positiva försäljningen i Europa och Australien under första halvåret kom bionicle att lanseras i Nordamerika sommaren 2001. Även där gick försäljningen med stor framgång och tjänade in över 100 miljoner pund (100 000 000 GBP) för Lego A/S, motsvarande runt 1,5 miljarder svenska kronor (1 500 000 000 SEK) då, motsvarande dryga 2 miljarder kronor 2022.
Uppsättningarna (i senare skede enbart vissa specialutgåvor) kom förpackade med CD-skivor innehållandes marknadsförande materiel om det fiktiva universumet, såsom berättelseinformation, världsfakta, datoranimerade videoklipp, minispel, checklistor för samlarobjekt, extramaterial och reklam för andra legoprodukter, etc. Programmenyerna hade 3D-genererad grafik av till exempel tropiska tempelruiner och dylikt, givande universumet en arkaisk postapokalyptisk känsla. Visst materiel var även låsta bakom kombinationslås, krävandes hemliga koder. Konceptet var nytt för sin tid och skapade mystik och intrig kring bionicle-universumet, speciellt för de som ej ännu hade fast internet under de tidiga 2000-talet.

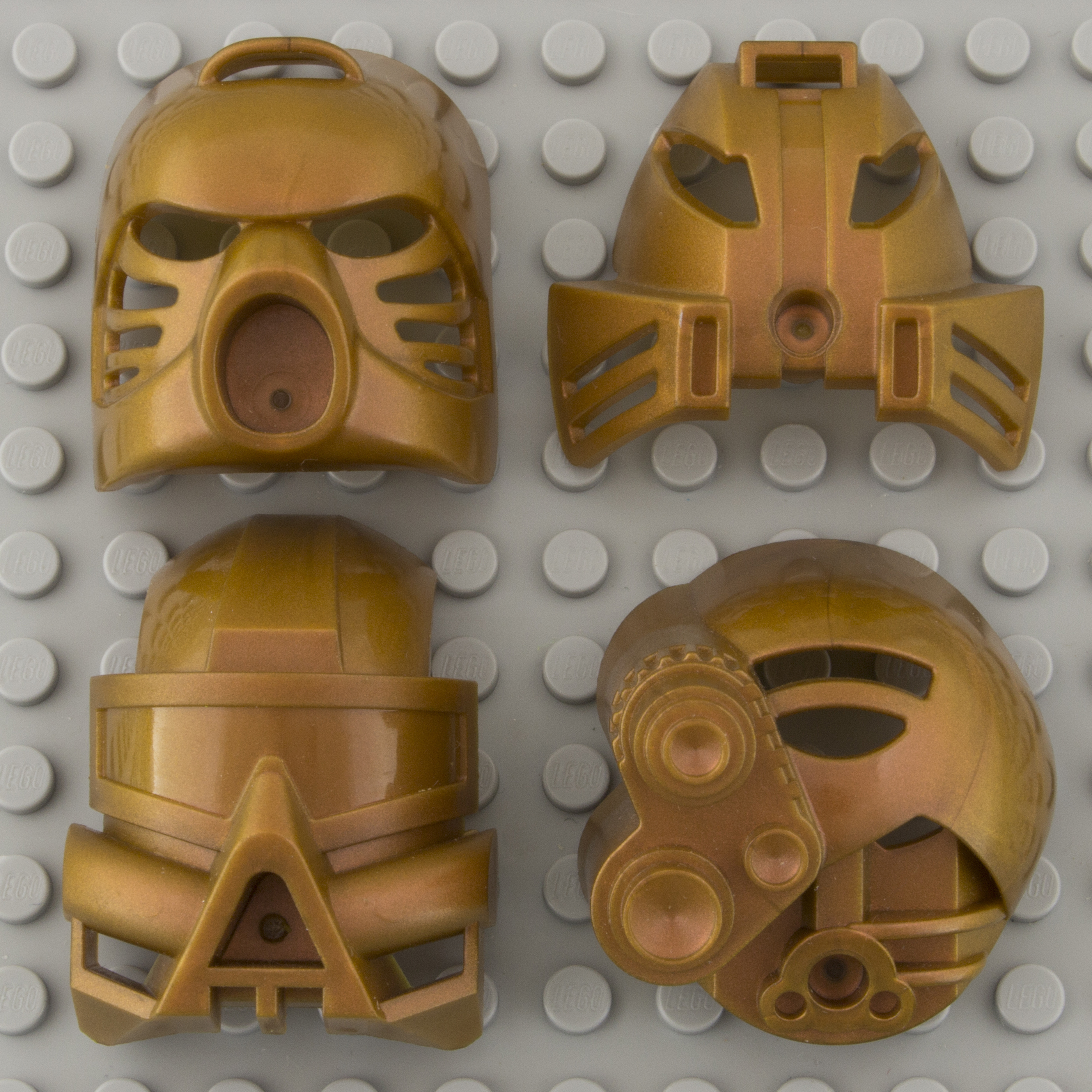
Kanohi-masker från våg 1: hau, kakama, kaukau, akaku (radordning).

Det fiktiva universumet bestod av olika öar eller världsdelar (vissa under vattnet) som bebos av diverse robotliknande biologiska varelser. Varelserna förekommer antingen som del av faunan – kallade rahi ("inte oss") på det inhemska språket – eller som del av universumets civilisationer och dylikt – såsom matoranerna ("byborna"). Det förekommer även riktiga, icke medvetande robotar i världen, såsom bohroksvärmen, ett underliggande försvarssystem som fungerar likt ett immunförsvar. Varelserna är, likt leksakerna de är baserade på, hopsatta av olika delar som skapar nya ting eller väsen när de kombineras på olika sätt. En viktig del av varelsesystemet centreras kring flera ansiktsmasker, så kallade kanohi-masker (av maori: kanohi, "ansikte"), vilka innehar olika krafter, etc. Under de tidiga åren producerades maskerna som samlarobjekt i olika färger och det tidiga "actionsystemet" byggde till stor del på att försöka slå av maskerna på sina motståndare.

### Maorikontroversen
I samband med lanseringen av Bionicle 2001 uppstod kontroverser med den polynesiska folkgruppen maorierna, då Lego hade lånat in flera ord från maorispråket i bionicles nomenklatur, till exempel tohunga (titeln för en "sakkunnig utövare", i viss mån likvärdigt titeln "mästare") som en benämning för den generella bybobefolkningen i det fiktiva bionicle-universumet, vilket ansågs kränkande och spred misstanken att Lego skulle varumärka dessa ord. Efter en rättslig uppmaning att återkalla nuvarande sortiment och sluta använda maorikultur i nuvarande och framtida produkter uppgav Lego att de enbart varumärkt benämningen "bionicle", en hopslagning av de engelska orden biology ("biologi") och chronicle ("krönika"), och att de tagit inspiration från fler kulturer än enbart maorierna. Eftersom kontroversen var den första för Lego valde företaget att revidera bionicle-nomenklaturen och sluta använda benämningar från ursprungskulturer för framtida produkter, men uppgav även att nuvarande sortiment ej skulle återkallas. Bland nomenklaturförändringarna ombenämndes bionicle-universumets bybobefolkning från tohunga till "matoraner" (engelska: matorans) efter 2002.
För att undvika liknande situationer i framtiden började Lego och maorierna i gott samarbete utarbeta riktlinjer i syfte att fastställa en uppförandekod hur traditionell kunskap bör användas vid framtagning av leksaker. Syftet med uppförandekoden var inte att förbjuda användandet av maorikultur och dylikt i Legoprodukter, utan att redovisa hur sådan kultur kan tillämpas i produkter utan att kränka ursprungsbefolkningen och samtidigt tillfredsställa den kommersiella, samt kulturella marknaden.

### Skrotning
Efter nästan ett decennium av produktvågor och en förlängd intrig började efterfrågan för Bionicle att minska, varav Lego beslutade att avsluta serien efter produktvågen för 2010.

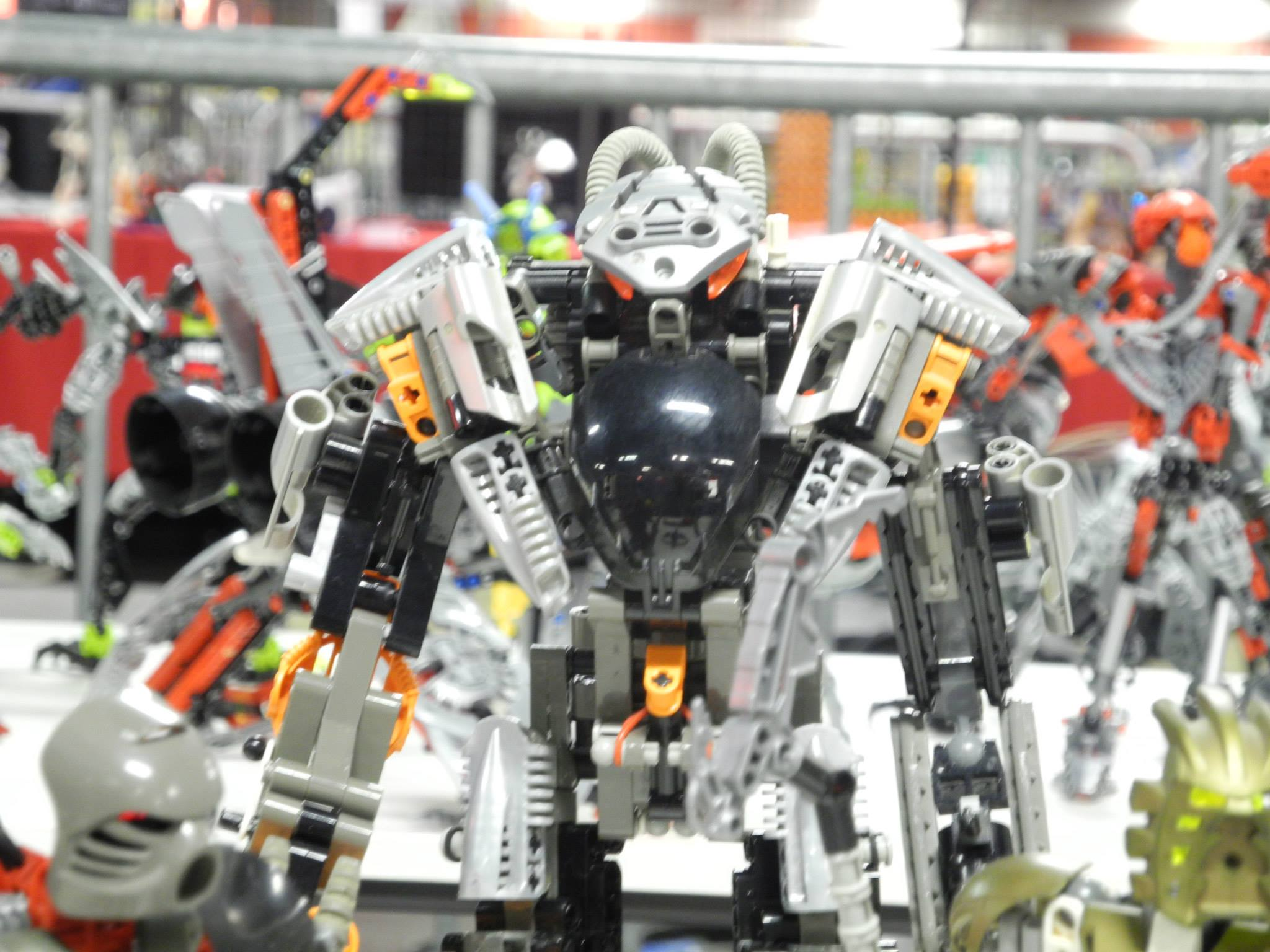
Exo-Toa, våg 2 (2002)-titanset, toas artificiella exoskellet för striden mot bohroksvärmerns drottningar: Cahdok och Gahdok.
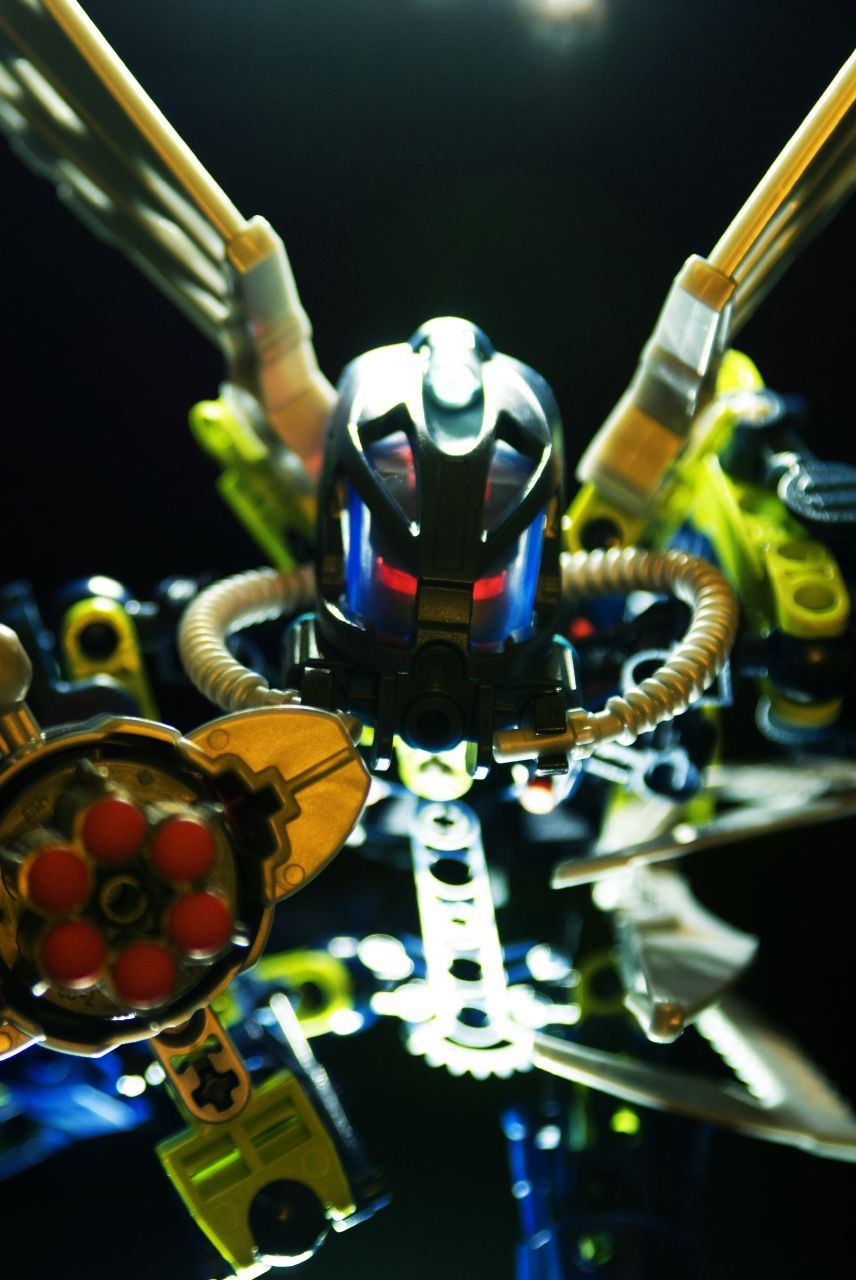
Toa Mahri: Hahli, våg 7 (2007)-toaset, vattnets toa vid det svunna landet Mahri Nui.
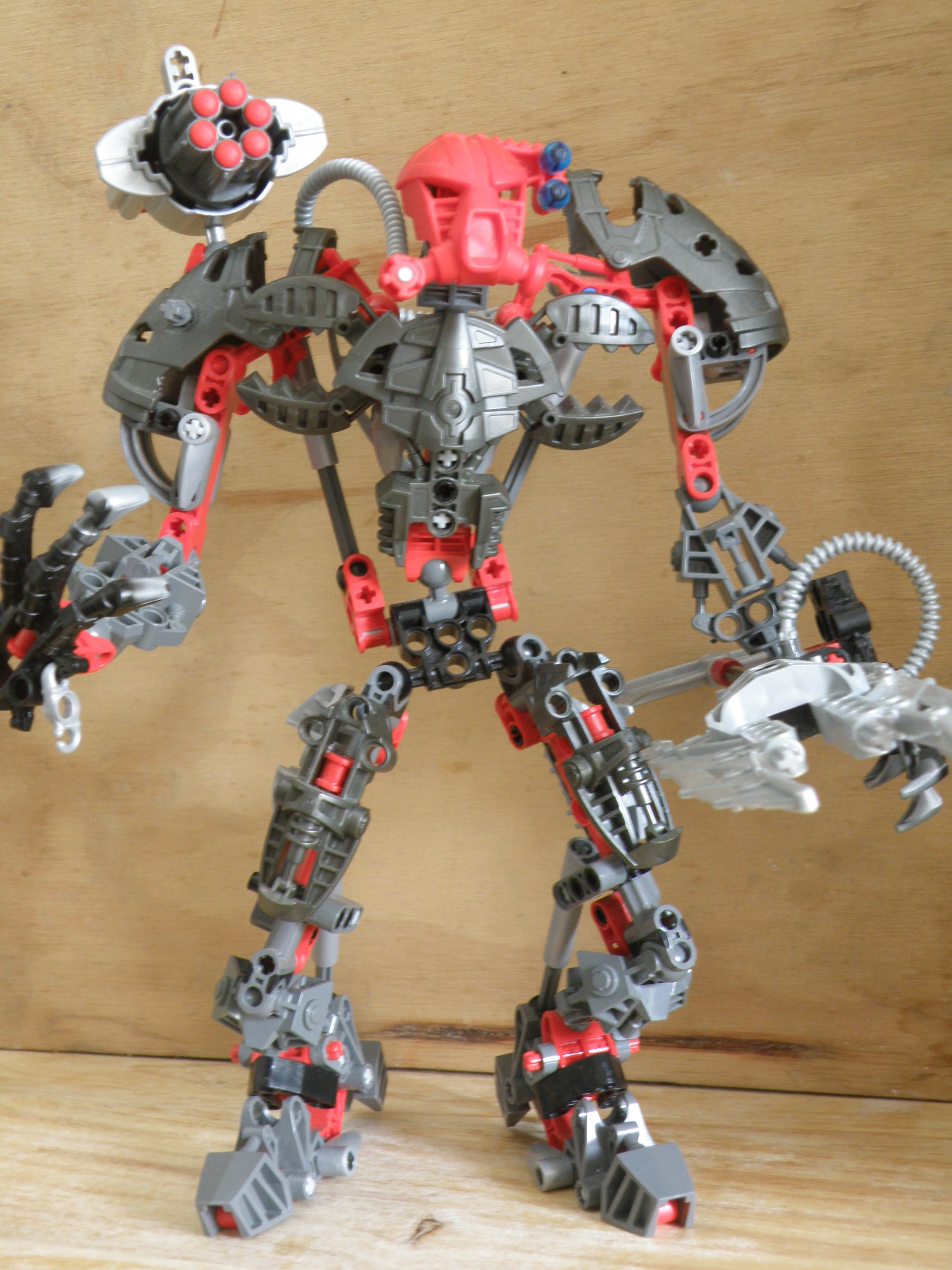
Maxilos, våg 7 (2007)-titanset, försvarsrobot av det svunna landet Mahri Nui.
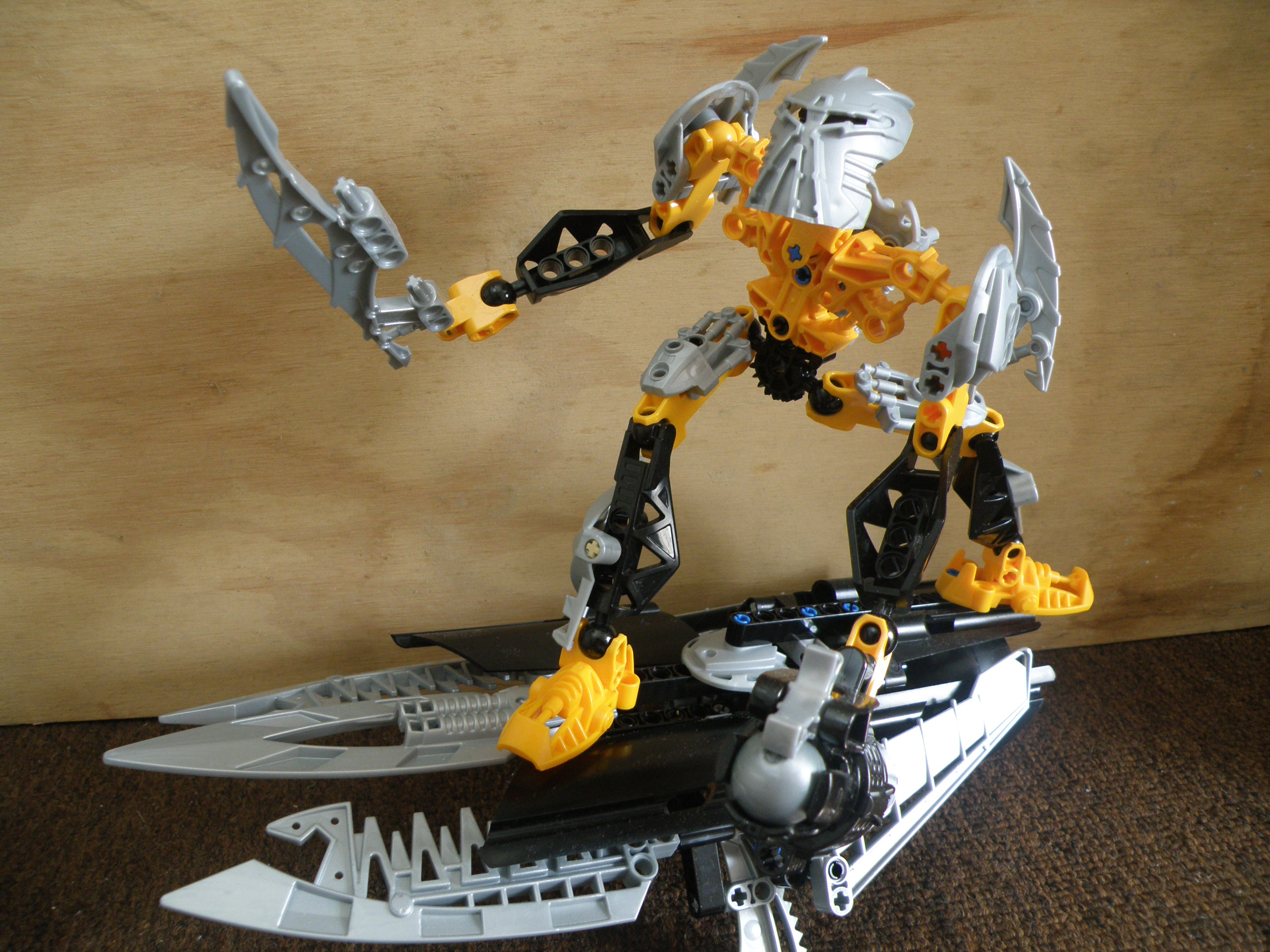
Toa Mata: Ignika, våg 8 (2008)-titanset, livets toa på ön Mata Nui.

## Bionicle G2 (generation 2)
Som ersättning för bionicle vidareutvecklade Lego det föregående Technic/Bionicle-systemet till ett simplare byggsystem för actionfigurer – sedermera kallat Lego Character and Creature Building System (CCBS) – och lanserade en ny narrativt driven actionfigurserie baserad på denna, benämnd Lego Hero Factory. Hero factory kom att produceras från 2010 fram till 2014, varefter även denna serie kom att skrotas. Som uppföljare kom bionicle att återlanseras 2015, fast med en helt ny bakgrundshistoria och baserat på det nya figursystemet CCBS – sedermera kallat bionicle generation 2 (G2).
Trots modernisering och marknadsföring var intresset för bionicle G2 för litet, varav serien kom att gå ur produktion året därpå.

## Handling
Enligt bakgrundshistorien som Lego skapat för figurerna inträffade en stor katastrof som delade världen i tre delar. Den största delen kallas Bara Magna, medan de andra blev dess månar. På Bara Magna uppstod ett klansamhälle indelat i byar, samt en befolkning i ödemarkerna. Kulturen fokuserar på kamp för överlevnad och strider; bland annat finns en riddartradition med en etisk konvention för strid som kallas för Glatorian.
I bionicle ingår 23 figurer indelade i fyra kategorier eller arter: glatorian & agori. Agori arbetar med civila uppgifter utöver att strida.

## Bionicle-böcker

### Bionicle Chronicles
- Bionicle Chronicles 1: Tale of the Toa

### Bionicle Adventures
- Bionicle Adventures 1: Mystery of Metru Nui
- Bionicle Adventures 2: Trial by Fire
- Bionicle Adventures 3: The Darkness Below
- Bionicle Adventures 4: Legends of Metru Nui
- Bionicle Adventures 5: Voyage of Fear
- Bionicle Adventures 6: Maze of Shadows
- Bionicle Adventures 7: Web of the Visorak
- Bionicle Adventures 8: Challenge of the Hordika
- Bionicle Adventures 9: Web of Shadows
- Bionicle Adventures 10: Time Trap

### Bionicle Legends
- Bionicle Legends 1: Island of Doom
- Bionicle Legends 2: Dark Destiny
- Bionicle Legends 3: Power Play
- Bionicle Legends 4: Legacy of Evil
- Bionicle Legends 5: Inferno
- Bionicle Legends 6: City of the Lost

### Bionicle Guide
- Bionicle: Rahi Beasts
- Bionicle Encyclopedia
- Bionicle: Dark Hunters
- Bionicle Atlas

## Filmer
- Bionicle: Ljusets mask
- Bionicle 2: Legenderna från Metru Nui
- Bionicle 3: Nät av skuggor
- Bionicle: Legenden återuppstår